# Озёрное (Оренбургская область)
Озёрное — село в Первомайском районе Оренбургской области, административный центр Пылаевского сельсовета.

## География
Располагается на расстоянии примерно 15 километров по прямой на юго-запад от районного центра посёлка Первомайский.

## История
На картах 1809 года Озёрное обозначено уже как умёт (постоялый двор). В селе с 1880-х годов действовала Спасско-Преображенская церковь. Перед решающим наступлением на Уральск в 1919 году в селе находился штаб 25-й стрелковой дивизии под командованием В. И. Чапаева. Местный колхоз в годы коллективизации носил название «Победа».

## Население
Постоянное население составляло 735 человек в 2002 году (русские 52 %, казахи 37 %), 707 в 2010 году.